# Montes de Oca (tổng)
Montes de Oca là một tổng trong tỉnh San José, Costa Rica. Tổng này có diện tích 15,16 km², dân số năm 2008 là 55814 người..